# Malgassophlebia mayanga
Malgassophlebia mayanga is een libellensoort uit de familie van de korenbouten (Libellulidae), onderorde echte libellen (Anisoptera).
De wetenschappelijke naam Malgassophlebia mayanga is voor het eerst geldig gepubliceerd in 1909 door Ris.